# Jan Blokhuijsen
Jan Blokhuijsen (* 1. dubna 1989 Zuid-Scharwoude) je nizozemský rychlobruslař.
Věnoval se inline bruslení, ve kterém dosáhl několika juniorských medailí. V roce 2007 se přeorientoval výhradně na rychlobruslení, získal zlato na Mistrovství světa juniorů 2008. Na Zimních olympijských hrách 2010 skončil na trati 5000 m na devátém místě a pomohl vybojovat nizozemskému týmu bronzovou medaili ve stíhacím závodě družstev. První individuální seniorské medaile získal v roce 2011, z evropských šampionátů ve víceboji si od té doby přivezl jedno zlato (2014), čtyři stříbra (2011, 2012, 2013 a 2017) a jeden bronz (2016), z mistrovství světa ve víceboji dvě stříbra (2012, 2014) a tři bronzy (2011, 2016, 2017). Rovněž je několikanásobným medailistou z nizozemských šampionátů. Na zimní olympiádě 2014 si na pětikilometrové distanci dobruslil pro stříbro, na trati 1500 m byl třináctý a ve stíhacím závodě družstev získal s nizozemským týmem zlatou medaili. Zúčastnil se také Zimních olympijských her 2018, kde na trati 5000 m skončil na 7. místě a ve stíhacím závodě družstev získal bronzovou medaili.